# 邓襄镇
邓襄镇，是中华人民共和国河南省漯河市召陵区下辖的一个乡镇级行政单位。

## 行政区划
邓襄镇下辖以下地区：
王庄村、韩庄村、前安村、后安村、郭庄村、韩店村、皇西村、皇东村、坑韩村、于庄村、李槐庭村、尚庄村、孔营村、沱南村、圪当张村、洼张村、下坡村、沱北村和胡庄村。